# Deemo
Deemo es un videojuego de ritmo desarrollado por la empresa taiwanesa Rayark. Fue lanzado el 13 de noviembre de 2013 para iOS y Android. Una versión para la PlayStation Vita, titulada Deemo: Last Recital, (japonés: DEEMO～ラスト・リサイタル～) fue lanzada en junio de 2015 para Japón y Corea del Sur, y en 2017 fue lanzada en Norteamérica y Europa.En septiembre de ese mismo año se lanzó una versión para Nintendo Switch que incluía todo el contenido descargable hasta la fecha.

## Jugabilidad
Deemo es un juego que se basa en puntaje, medido en porcentaje. Hay tres niveles para jugar: Easy (principiantes), Normal, y Hard (experto). Originalmente había 10 niveles de dificultad, pero en la actualización 2.0, se agregó el nivel 11 en la canción Myosotis. También hay velocidades distintas para visualizar el juego, las cuales el jugador puede personalizar, en una escala de 1 (la más lenta) hasta 9 (la más rápida).
En cada canción, el juego tiene una línea horizontal en la parte inferior de la pantalla, que es donde debemos marcar las "notas" (líneas horizontales que representan notas de piano), el jugador debe tocar las notas cuando llegan a la línea de fondo coordinadamente con la música. Hay tres tipos de notas en el juego: las grises representan el sonido de piano normal, las negras con centro blanco representan sonidos que no provienen de piano y las amarillas permiten que deslices tu dedo para marcarlas. 
El rendimiento del jugador es juzgado por la exactitud con la que acertó a cada nota. Hay tres formas de ser juzgado en el juego: Charming siento esta la precisión máxima de las notas y se representa con el color naranjo, luego le sigue las notas marcadas normalmente con un poco de desfase, las cuales son representadas con color verde en el juego, y finalmente las notas fallidas, las cuales son representadas con color celeste.
Al final de cada canción se muestra una pantalla con tu rendimiento, mostrando el número de Charming que se obtiene, la cadena más larga de toques exitosos consecutivos (Combo), y la precisión global en forma de porcentaje. Con un 100% de Charming significa que se logra una precisión total y se le felicita al jugador con una pantalla de "All Charming". Las canciones se consideran aprobadas cuando se alcanza un 65% de precisión en las notas.

## Canciones
Deemo utiliza generalmente música instrumental y vocal para acompañar a su jugabilidad. La selección compone de obras de compositores generalmente asiáticos, incluyendo países como Taiwán, Japón, Corea. Los contribuidores más destacados incluyen a M2U, Mili, Sakuzyo  entre otros. Deemo también tiene canciones que se utilizaron en Cytus, otro juego de ritmo creado por Rayark Inc. También incluye un álbum con canciones del juego de rol Brave Frontier.

## Historia del juego
El juego posee una trama que va en torno a una niña cuya identidad no conocemos que cayó desde una ventana en el cielo de una habitación de ensueño, y un misterioso personaje de color negro quien se hace llamar Deemo, quien se propone ayudar a la niña para que regrese al mundo del cual proviene. Deemo interpreta canciones de piano para que comience a crecer un árbol, el cual se desarrolla alrededor del mismo piano. A medida que el árbol crece, se abren otras salas dentro del lugar donde se encuentra, para que la chica pueda explorar y recordar de dónde proviene. La niña también se encuentra con una persona que lleva un vestido blanco y una máscara, a quién le conoceremos como la "Dama enmascarada", quién expresa disgusto hacia Deemo y la niña al ver que están trabajando para hacer crecer el árbol.
El árbol deja de crecer a la altura de 20 metros. La niña comienza a investigar el por qué de esta situación cuando descubre una escalera a través de una pintura en una de las habitaciones del lugar y entra en la pintura con Deemo. Esta pintura los lleva a otro lugar donde hay un piano cubierto de espinas gruesas, Deemo decide interpretar música en ese piano y así se reanudó el crecimiento del árbol.
El árbol conduce a la niña a otras habitaciones donde se encuentran pistas de quien podría ser Deemo, y de dónde provenía ella, hasta que el árbol termina de crecer otra vez, a la altura de 50 metros. En esta altura se desbloquea una habitación nueva donde se le ve muy cercana a la ventana de donde cayó la niña. La Dama Enmascarada forcejea con la niña en esta habitación y comienza a discutir con ella, Deemo la detiene. La Dama enmascarada deja finalmente que la Niña entre a esta habitación. 
Esta última sala posee un piano y una plataforma que va construyendo una escalera directamente hacia la ventana. Cuando esta escalera se termina de construir, Deemo se despide de la niña y la coloca en la plataforma, luego el vuelve al piano para tocar una última canción. La canción termina con un mensaje que escribe Deemo "Goodbye, my beloved sister Alice", en español "Adiós, mi querida hermana Alice". En este punto se nos da a conocer el nombre de la niña. 
A medida que la canción termina, Deemo se revela como una manifestación de su hermano mayor, quién se llamaba Hans, y se desintegra gradualmente. Luego le prosigue una serie de escenas de flashback la cual nos da a entender que los hermanos estaban involucrados en un accidente de tráfico mortal. La Dama Enmascarada se quita el vestido y máscara, y se revela que era una parte de Alice, ella misma pero la parte que se quería quedar con Hans ya que era su parte muerta que al paso del tiempo iba recuperándose dando a entender que ella estaba saliendo del mundo de Deemo que mientras salía,el mundo comenzaba a desmoronarse -Deemo-. En la plataforma de PSV se le conoce como Celia, cuyas letras también forman el nombre de Alice. A medida que el mundo de Deemo se desmorona y desaparece, Alice despierta en una cama de hospital, llena de instrumentos médicos, ella se los quita y va hacia la ventana que tenía más próxima para descubrir que efectivamente había escapado del mundo de Deemo, así se percata que ella había estado en coma, y que su hermano Hans, realmente había fallecido. A continuación, comienza a llorar y las enfermeras se acercan para consolarla. Después de los créditos, se revela que ella usa el piano de Hans en honor a su memoria.

## Lanzamientos
Deemo fue lanzado al público oficialmente el 13 de noviembre de 2013 en la AppStore, y el 27 de diciembre de 2013 en Google Play para los dispositivos con Android.
La versión del juego para PsV fue lanzada el 24 de junio de 2015, únicamente para Japón como un juego (software) descargable. Esta versión, a diferencia del juego en versiones móviles, incluye modos adicionales para el juego en tanto cooperativo como competitivo, y la historia animada completa, producida por Comix Wave Films. Todas las líneas de la niña (Alice) se expresan en japonés por la actriz Ayana Taketatsu.
Las canciones del final del juego se titulan «Sakurairo no Yume» por Chihiro Toki y «Alice Good Night» por Riin para la versión 2.0.
La Versión de Nintendo Switch Aparece en 28 de septiembre de 2017, incluyendo todo el juego descargable y el de versión mobile disponible en la eShop de Nintendo.